# Parafia Świętych Apostołów Piotra i Pawła w Tarnowskich Górach
Parafia Świętych Apostołów Piotra i Pawła w Tarnowskich Górach – parafia rzymskokatolicka należąca do diecezji gliwickiej (dekanat Tarnowskie Góry).

## Zasięg parafii
Ulice: 9 Maja, Bohaterów Monte Cassino, Bondkowskiego, Cebuli, Częstochowska, Garusa, Gliwicka, Górnicza, Graniczna, Karłuszowiec, Kościuszki, Legionów, Jana Opolskiego, Jurczyka, Kaczyniec, Krakowska, Królika, Krzywa, Lewka, Ligonia, Lompy, Łukowa, K. Miarki, Nałkowskiej, Nowaka, Odrodzenia, Ogrodowa, Opolska, PCK, Piastowska, Piernikarczyka, Piestraka, Piłsudskiego, Plac Żwirki i Wigury, Pokoju, Poprzeczna, Ratuszowa, Rymera, Rynek, Sienkiewicza, Sienna, Sobieskiego, Stalmacha, Staropocztowa, Staropolska, Strzelecka, Styczyńskiego, Szymały, Św. Jacka, Tylna, Tysiąclecia, Wajdy, Wąska, Wyspiańskiego, Wyszyńskiego, Zamkowa.